# ناحیه کولیمای میانه
ناحیه کولیمای میانه (به لاتین: Srednekolymsky District) یک منطقهٔ مسکونی در روسیه است که در یاقوتستان واقع شده‌است.